# ゴットフリート・ライプニッツ
ゴットフリート・ヴィルヘルム・ライプニッツ（ライブニッツ、Gottfried Wilhelm Leibniz ドイツ語: [ˈɡɔtfʁiːt ˈvɪlhɛlm fɔn ˈlaɪbnɪts]あるいは[ˈlaɪpnɪts] 、1646年7月1日（グレゴリオ暦）/6月21日（ユリウス暦） - 1716年11月14日）は、ドイツの哲学者、数学者。
ライプツィヒ出身。ルネ・デカルトやバールーフ・デ・スピノザなどとともに近世の大陸合理主義を代表する哲学者である。主著は、『モナドロジー』、『形而上学叙説』、『人間知性新論』、『神義論』など。

## 概要
ライプニッツは哲学、数学、科学など幅広い分野で活躍した学者・思想家として知られているが、政治家であり、外交官でもあった。17世紀の様々な学問（法学、政治学、歴史学、神学、哲学、数学、経済学、自然哲学（物理学）、論理学等）を統一し、体系化しようとした。その業績は法典改革、モナド論、微積分法、微分記号、積分記号の考案、普遍記号法の創始、ベルリン科学アカデミーの創設等、多岐にわたる。

## 生涯
1646年、ライプニッツはライプツィヒ大学哲学教授のフリードリッヒ・ライプニッツの子としてライプツィヒに生まれた。父は6歳の時に病没した。1653年にはライプツィヒのニコライ学院に入学した。1661年にはニコライ学院を卒業し、ライプツィヒ大学に入学し、数学や哲学を学んだ。1663年6月には、哲学の学士論文をライプツィヒ大学に提出し、4か月間イエナ大学へと移って数学や法学、史学を学んだ。10月にはライプツィヒ大学に戻り、1664年には哲学の修士論文を提出し、修士となった。1666年にはニュルンベルク近郊にあるアルトドルフ大学に移って法学の博士論文を提出し、同年11月には法学の博士となった。
1668年にはマインツ選帝侯に仕えた。このマインツ居住期に、彼の有名な多数の文通が始まっている。1672年、マインツ選帝侯の命を受けてフランス王ルイ14世にエジプト遠征を勧めるため、パリに滞在することとなったが、この提案にフランスはなんの関心も示さず、1673年には庇護者であるマインツ選帝侯の死によってライプニッツは職を失う。その後はパリで求職活動をしながらクリスティアーン・ホイヘンスなど多くの学者と交流を深めていた。1675年には微積分法を発見した。1676年にはカレンベルク侯ヨハン・フリードリヒによって顧問官兼図書館長に任ぜられ、ハノーファーに移住した。以後、その死までライプニッツはハノーファー宮廷に仕えることとなった。1678年には領内のハルツ鉱山の改良を命じられ、1685年まで7年間取り組んだものの、結果的には大失敗に終わった。その後、同年にハノーファー領主であるヴェルフェン家の家史編纂を命じられたが、これは彼の死まで完成することはなかった。この調査の一環として、1687年から1690年までの間、ライプニッツは南ドイツ・オーストリア・イタリアへと調査旅行に出かけている。1697年には「中国最新事情」を出版した。1700年にはベルリンに招かれ、ベルリン科学アカデミーの設立に尽力し、初代会長に就任した。1710年にはアムステルダムの出版社から『弁神論』を匿名で発表した。1711年には神聖ローマ皇帝カール6世によって帝国宮中顧問官に任命された。1714年には『モナドロジー』の草稿を書きあげたが、公刊されるのは彼の死後の1720年のことであった。1716年、ハノーファーにて死去した。

## 業績

### 哲学
「モナドロジー（単子論）」「予定調和説」を提唱した。その思想は、単なる哲学、形而上学の範囲にとどまらず、論理学、記号学、心理学、数学、自然科学などの極めて広い領域に広がる。また同時に、それらを個々の学問として研究するだけでなく、「普遍学」として体系づけることを構想していた。学の傾向としては、通常、デカルトにはじまる大陸合理論の流れのなかに位置づけられるが、ジョン・ロックの経験論にも深く学び、ロックのデカルト批判を受けて、精神と物質を二元的にとらえる存在論およびそれから生じる認識論とはまったく異なる、世界を、世界全体を表象するモナドの集まりとみる存在論から、合理論、経験論の対立を回収しようとしたといえる。
モナドロジーの立場に立つライプニッツからすれば、認識は主体と客体の間に生じる作用ではなく、したがって直観でも経験でもない。自己の思想をロックの思想と比較しながら明確にする試みとして、大著「人間知性新論」を執筆したが、脱稿直後にロックが亡くなった（1704年）ため公刊しなかった。これが公刊されるのはライプニッツの死後49年がたった1765年のことであった。ライプニッツの認識論には、無意識思想の先取りもみられる。また、フッサールやハイデガーなどを初めとする現象学の研究者から注目を集め様々に言及されている。
さらにライプニッツは、20世紀後半に至って、「必然的真理とは全ての可能世界において真となるような真理のことである」といった可能世界意味論に基づく様相理解の先駆者と見なされるようになった。このような考え方は、ルドルフ・カルナップの『意味と必然性』を嚆矢とし、その後アーヴィン・プランティンガやデイヴィッド・ルイスなどの影響もあり、ライプニッツの様相概念についての通説として定着した感があるほどである。
その他、最近では、最晩年（1714年）に著した『中国自然神学論』が注目を集め、比較思想の観点からも（洋の東西を問わず）研究が進められつつある。

#### 同時代の哲学者との関係
ライプニッツは、同時代の著名な知識人とはほぼすべて交わったと考えてもよいくらい活動的であった。
- 特筆されるのは、1676年にバールーフ・デ・スピノザを訪問したことである。そこでライプニッツは『エチカ』の草稿を提示された。だが、政治的問題もあり、またそれ以上に実体観念や世界観（特に「必然性」や「偶然性」といった様相をめぐる議論）の違いからスピノザ哲学を評価しなかったと言われる。
- デカルトやスピノザの他に、マルブランシュの影響を強く受けている。
- ライプニッツが生涯に書簡を交し合った相手は1,000人を優に超えると言われている。王侯貴族から全くの平民にまで及んだ書簡相手の内でも特に重要と目されている人物としては、『形而上学叙説』をめぐって書簡を交わしたアントワーヌ・アルノー[注釈 1]、デカルト主義者の自然学者にしてピエール・ベールの友人としても知られるブルヒャー・デ・フォルダー、晩年の10年間にわたり130通に及ぶ書簡をやり取りしたイエズス会神父のバルトロマイウス・デ・ボス、最晩年の2年間、アイザック・ニュートンの自然学及び哲学との全面対決の場ともなったサミュエル・クラーク（ニュートンの弟子であり友人でもあった）などが知られている。

#### 著作
『力学要綱』、『弁神論』を除くと、その著作の大半は未完で、かつ死後相当の時間を経て刊行されたため（現在も全集は完結していない）、17～18世紀にはライプニッツの学の全貌は完全には理解されず、楽天主義的であるとの誤解を生んだ。

#### モナド
複合体をつくる単純な実体で、ここでいう単純とは部分がないということである。モナドは自然における真のアトム（＝不可分なるもの）であり、これが宇宙における真の存在者である。したがってモナドは単純実体ではあるが、同時にモナドは表象perceptionと欲求appetiteとを有するが故に、モナドは自発的に世界全体を自己の内部に映し出し世界全体を認識するとともに、その内部に多様性と変化とを認めることが可能となる。そしてこの内的差異によって、あるモナドは他の全てのモナドから区別される。モナドには「窓はない」ので他のモナドから影響を蒙ることはないが、神が創造において設けておいた「予定調和」によって他のモナドと調和的な仕方で自己の表象を展開する、すなわち意志に応じて身体を動かすといった働きができるのである。要するに、モナドとは魂に類比的に捉えられる存在者なのである。

### 法学
ライプニッツはアルトドルフ大学より法学博士（Doctor juris）を取得している。法学への関心は実務から自然法まで幅広いものであった。法学の後進性や乱雑さに不満を抱き、数学的な法学の改革を志向した。また、主権を研究し、ドイツやヨーロッパの連邦化を構想していた。

### 数学

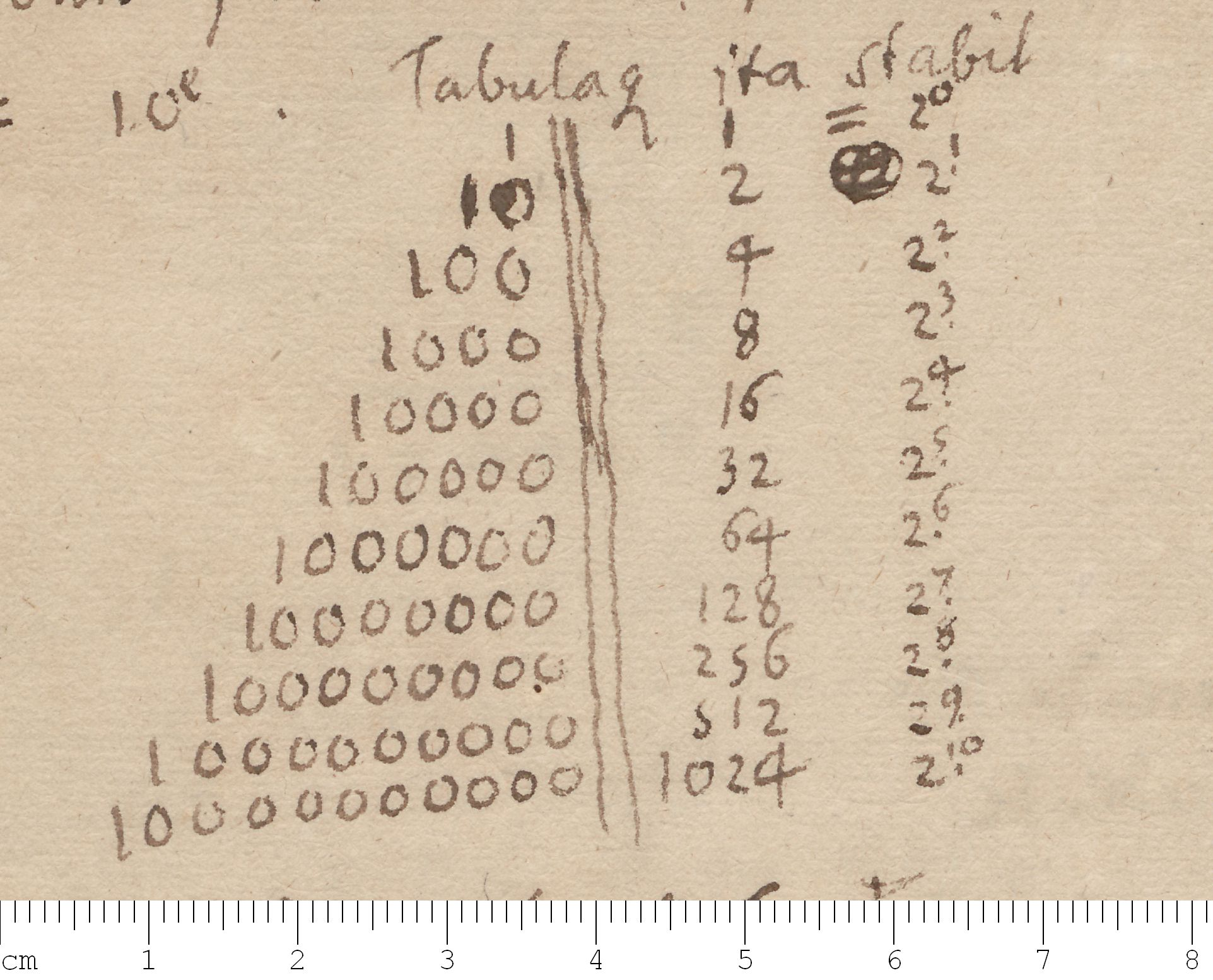
ライプニッツが1697年に書いた書簡。2進法の記述が見える。

微積分法をアイザック・ニュートンとは独立に発見・発明し、それに対する優れた記号法すなわちライプニッツの記法を与えた。現在使われている微分や積分の記号は彼によるところが多い。
しかし、それと同等か、あるいはそれ以上に重要な業績は今日の論理学における形式言語に当たるものを初めて考案したことである。ライプニッツによれば、それを用いることで、どんな推論も代数計算のように単純で機械的な作業に置き換えることができ、注意深く用いることで、誤った推論は原理的に起こり得ないようにすることができるというものであった。彼は、優秀な人材が何人かかかって取り組めば、それを実現するのに5年もかからないと信じていたようであったが、現実にはそれを実現するには300年以上を要した。彼は記号に取り憑かれていた人物で、論理学以外にも、例えば幾何学について、記号を用いて機械的に証明をする構想を得ていた（これも後世には現実となった）。
上記の事柄に含まれるが、2進法を研究したのもライプニッツの業績である。彼は中国の古典『易経』に関心をもっており、1703年、イエズス会宣教師ジョアシャン・ブーヴェから六十四卦を配列した先天図を送られ、そこに自らが編み出していた2進法の計算術があることを見いだしている。
また、彼は独自の機械式計算機を考案しており、その死まで独自に改良を加え続けていた。

## ドイツ出身の悲哀
ライプニッツは三十年戦争の後遺症がまだ残っていたドイツという後進国出身の悲哀を味わわなければならなかった。父はライプツィヒ大学の哲学教授で彼に幼いころから読書を教え、彼も14歳で同大学に入学し、2年後に卒業するが、当時のドイツの大学はイギリスやフランスに比べて立ち遅れていた。従ってライプニッツの理論を正当に理解・評価できる人はあまりいなかった。
ライプニッツが外交顧問、図書館長として仕えたハノーファー選帝侯エルンスト・アウグスト妃ゾフィーと、その娘ゾフィー・シャルロッテ（プロイセン王フリードリヒ1世妃）と、エルンスト・アウグストとゾフィーの孫ゲオルク・アウグスト（後のイギリス王ジョージ2世）の妃のキャロライン（ドイツ語名はカロリーネ・フォン・アンスバッハ）らは、ライプニッツを尊敬した。ライプニッツは、1700年に王妃ゾフィーの招きでベルリンに行き科学アカデミーの創設に参加して、初代総裁に就任している。しかし5年後に王妃ゾフィーが肺炎で死去すると、ベルリンはライプニッツにとって居心地のいい場所ではなくなってしまった。
ハノーファーでも1714年に選帝侯妃ゾフィーが死去し、息子の選帝侯ゲオルク・ルートヴィヒが同年にイギリス王ジョージ1世となってイギリス国王を兼任すると、キャロラインも皇太子妃となってイギリスに移住した。ジョージ1世はライプニッツを煙たく思っていたのでイギリスに連れて行くことはせず、ハノーファーに残された。ライプニッツは政治的な支援者を失い、周囲の空気は冷たくなった。晩年のライプニッツは侯家の家史編纂というつまらない仕事に携わり、他には自分を理解してくれる外国の学者や友人とひろく文通をかわすだけであった。その文通者は国内外あわせて千人を超えていた。
「これほど能力が高くて、これほど後世に影響を与えなかった人は珍しい」という評が残っている。

## 著作
- ライプニツ『形而上学叙説』河野与一訳、岩波書店〈哲学古典叢書 3〉、1925年。
  - ライプニツ『形而上学叙説』河野与一訳、岩波書店〈岩波文庫〉、1950年4月。ISBN 400-3361628。
- ゴツトフリード・ウヰルヘルム・ライブニツツ『ライブニツツ』松永材・小暮春雄訳、尚文堂〈哲学名著選集〉、1925年。
- ライプニツツ『単子論』河野与一訳、岩波書店〈哲学古典叢書 5〉、1928年。
  - ライプニツ『単子論』河野与一訳、岩波書店〈岩波文庫〉、1951年9月。ISBN 400-336161X。
- ライプニッツ『モナドロジー　他二篇』谷川多佳子・岡部英男訳、岩波文庫、2019年5月。ISBN 400-3361695。各・新訳版
- ライプニッツ『形而上学叙説　他五篇』佐々木能章訳、岩波文庫、2025年2月。ISBN 978-4003361634
- ライブニッツ「モナッド論」松永材訳、『世界大思想全集』 第2巻、春秋社、1929年。
- 『ライプニッツ論文集』園田義道訳、春秋社〈春秋社思想選書〉、1949年。
  - 『ライプニッツ論文集』園田義道訳、春秋社〈大思想選書〉、1950年。
  - 『ライプニッツ論文集』園田義道訳（改訂版）、日清堂書店、1976年。
- ライプニッツ『人間知性新論』米山優訳、みすず書房、1987年12月。ISBN 4-622-08732-4。新装版2018年6月
- ライプニッツ『モナドロジー　形而上学叙説』清水富雄・竹田篤司・飯塚勝久訳、中央公論新社〈中公クラシックス〉、2005年1月。ISBN 4-12-160074-6。
  - 元版『世界の名著25　スピノザ　ライプニッツ』 下村寅太郎責任編集、中央公論社、1969年
- 『ライプニッツの国語論　ドイツ語改良への提言』高田博行・渡辺学編訳、法政大学出版局〈叢書・ウニベルシタス 843〉、2006年3月。ISBN 4-588-00843-9。
- 『形而上学叙説　ライプニッツ＝アルノー往復書簡』橋本由美子監訳・秋保亘・大矢宗太朗訳、平凡社ライブラリー、2013年8月。ISBN 4-582-76794-X。
- 『ライプニッツ著作集』 全10巻、工作舎。新装版2018-2019年 
  1. 『論理学』1988年12月。ISBN 4-87502-149-6。/ 2019年11月 ISBN 978-4-87502-514-6
  2. 『数学論・数学』1997年4月。ISBN 4-87502-277-8。/ 2019年7月 ISBN 978-4-87502-510-8
  3. 『数学・自然学』1999年3月。ISBN 4-87502-306-5。/ 2019年5月 ISBN 978-4-87502-507-8
  4. 『認識論『人間知性新論』上』1993年8月。ISBN 4-87502-221-2。/ 2018年11月 ISBN 978-4-87502-498-9
  5. 『認識論『人間知性新論』下』1995年7月。ISBN 4-87502-253-0。/ 2018年11月 ISBN 978-4-87502-499-6
  6. 『宗教哲学『弁神論』上』1990年1月。ISBN 4-87502-164-X。/ 2019年3月 ISBN 978-4-87502-505-4
  7. 『宗教哲学『弁神論』下』1991年6月。ISBN 4-87502-180-1。/ 2019年3月 ISBN 978-4-87502-506-1
  8. 『前期哲学』1990年12月。ISBN 4-87502-175-5。/ 2018年9月 ISBN 978-4-87502-496-5
  9. 『後期哲学』1989年6月。ISBN 4-87502-154-2。/ 2019年9月  ISBN 978-4-87502-512-2
  10. 『中国学・地質学・普遍学』1991年12月。ISBN 4-87502-193-3。/ 2019年1月 ISBN 978-4-87502-501-6
- 『ライプニッツ著作集　第II期』』 全3巻、工作舎。
  1. 『哲学書簡』2015年5月。ISBN 978-4-87502-463-7。
  2. 『法学・神学・歴史学』2016年10月。ISBN 978-4-87502-477-4。
  3. 『技術・医学・社会システム』2018年6月。ISBN 978-4-87502-494-1。